# Атанас Едрефовски
Атанас Стоянов Едрефовски е български учител и преводач.

## Биография
Роден е на 14 октомври 1835 г. във Враца. Учи в килийното училище в църквата „Св. Възнесение Господне“ и при учителя Георги Чолаков по взаимоучителната метода. През 1850 – 1851 г. обогатява знанията си в Неготин и Цариград. В 1852 г. се завръща във Враца и учи гръцки език при Йованчо Дочов. Полага изпит при своя съгражданин Кръстьо Пишурка в Лом и става помощник-учител. Учителства в Лом (1852 – 1853, 1855 – 1856, 1863 – 1864, 1873 – 1874), село Арчар (1853 – 1854), село Медковец (1854 – 1855), Берковица (1857 – 1958, 1861 – 1862), Враца (1859 – 1860, 1866 – 1868), Видин (1865 – 1866), Кнежа (1871 – 1872), Кула (1872 – 1873), село Гагаля и село Червена вода (1874 – 1875, 1875 – 1876) и Русе (1876 – 1878). След Освобождението се завръща в Лом, където е писар и преводач при Временното руско управление, Окръжния, Градския и Архиерейския съвет в града и контрольор по тютюна във фабриката на Мехмед Кочалийски. Владее и ползва гръцки, турски, сърбохърватски, руски, френски, латински, немски и италиански език. Умира през 1900 г. в Лом.
Личният му архив се съхранява във фонд 45К в Държавен архив – Монтана. Той се състои от 190 архивни единици от периода 1649 – 1930 г.